# Theodor Reik

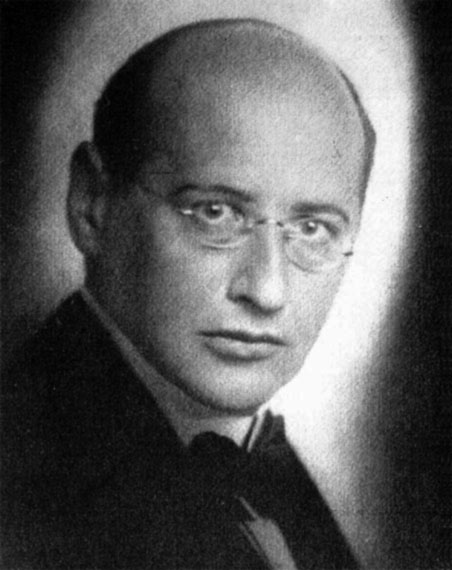
Theodor Reik

Theodor Reik (* 12. Mai 1888 in Wien, Österreich-Ungarn; † 31. Dezember 1969 in New York City) war ein österreichisch-amerikanischer Psychoanalytiker.

## Biografie
Reik entstammte einem wenig religiös gebundenen, jüdischen Elternhaus. Sein Vater war Max Michael Reik (1840–1907), seine Mutter Caroline Reik, geb. Trebitsch (1851–1910). Reik hatte noch zwei Brüder und zwei Schwestern. 1907 absolvierte er das Sophien-Gymnasium mit seiner Matura.
Hiernach studierte unter bedrückenden materiellen Verhältnissen in Wien Psychologie, Philosophie, Literatur- und Religionswissenschaft. 1910 machte er Bekanntschaft mit Sigmund Freud und las dessen Werk Die Traumdeutung. Freud, der sich mit dem jungen Studenten anfreundete, unterstützte bald darauf mehrere Jahre dessen Ausbildung zum Psychoanalytiker durch einen monatlichen Geldbetrag. 1912 erschien Reiks Doktorarbeit Flaubert und seine „Versuchung des heiligen Antonius“, die erste auf psychoanalytischer Grundlage stehende literaturkritische Studie.
Reik heiratete 1914 in Wien Ella Oratsch († 1934), seine erste Ehefrau. Sie emigrierte 1934 mit ihrem gemeinsamen Sohn Adam (* 1915) nach Israel. In den Niederlanden heiratete er 1934 seine zweite Ehefrau Marija Čubelić (1904–1960). Aus dieser Ehe ging eine Tochter hervor, Miriam Margaret Reik (1938–2009).
Im Ersten Weltkrieg wurde Reik von Januar 1915 bis Oktober 1918 als Kavallerieoffizier eingezogen. Über seine Erfahrungen berichtete er später kurz in The Search Within.

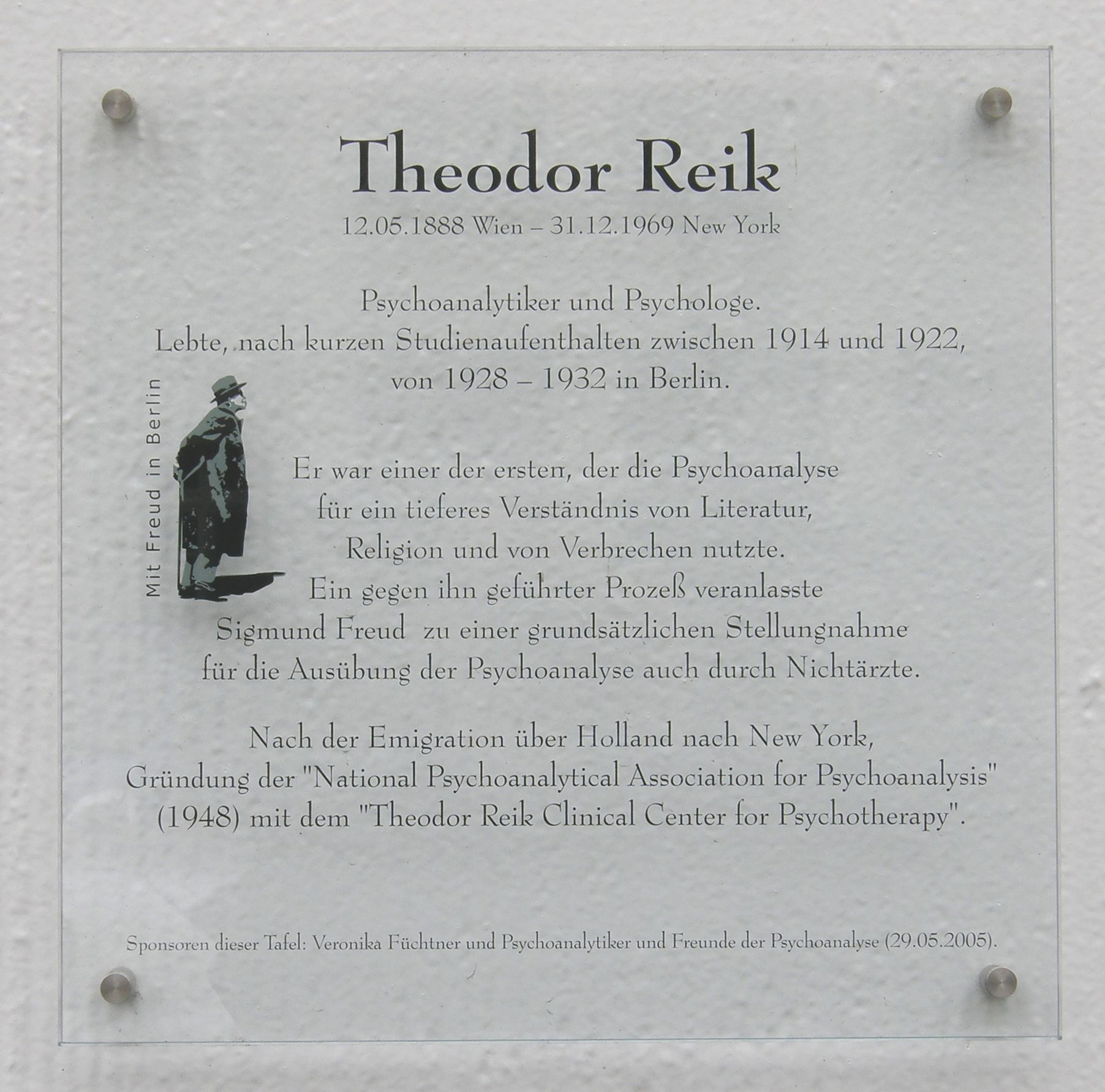
Gedenktafel für Reik in der Reichenhaller Straße 1 in Berlin, aus der Reihe Mit Freud in Berlin

Zwischen 1921/22 arbeitete er am Berliner Psychoanalytischen Institut, (BPI), kehrte aber 1922 erneut nach Wien zurück.
Reik arbeitete bis 1928 als Sekretär der Wiener Psychoanalytischen Vereinigung. Danach wurde er erneut Mitarbeiter am Berliner Psychoanalytischen Institut, bis er als Jude aufgrund der nationalsozialistischen Machtübernahme zur Emigration gezwungen war: Reik floh 1933 in die Niederlande (Mitglied der Vereeniging van Psychoanalytici in Nederland), 1938 emigrierte er in die USA.
Reik war im Gegensatz zu den meisten Psychoanalytikern seiner Zeit kein ausgebildeter Mediziner, was ihn in Konflikt mit dem damaligen Gesetz brachte, das nur Ärzten die Ausübung von Heilberufen gestattete. 1925 wurde er wegen Verstoßes gegen das so genannte Kurpfuscherei-Gesetz angeklagt, da er ohne medizinische Ausbildung psychoanalytische Therapien betrieb. Sigmund Freud, der Begründer der Psychoanalyse, nahm dies zum Anlass, die Schrift Die Frage der Laienanalyse (1926) zu veröffentlichen, in der er klar Stellung bezog für eine fundierte psychotherapeutische Ausbildung und zugleich für die Zulassung anderer Berufssparten zur Psychotherapie und Psychoanalyse.
Das Klima in der US-amerikanischen Psychoanalyse, die sich in diesem Punkt den Wünschen Freuds widersetzte und Nicht-Medizinern die Zulassung zur Ausbildung und Ausübung der Psychoanalyse verwehrte, erschwerte es Reik, sich dort psychoanalytisch zu betätigen. So verweigerte ihm die Psychoanalytische Vereinigung von New York die vollwertige Mitgliedschaft. 1948 gründete Reik die National Psychological Association for Psychoanalysis, eine eigene psychoanalytische Vereinigung, die auch Nichtmedizinern offenstand. Ihr angegliedert war eine Klinik, die seinen Namen trug. Die neue Vereinigung gibt auch eine eigene Zeitschrift (The Psychoanalytic Review) heraus.
Reik hinterließ ein umfassendes Schrifttum, von dem die religionspsychologischen neben den kriminal- und kunstpsychologischen Schriften als die bedeutendsten gelten. Seine Werke „Der eigene und der fremde Gott“ wie „Geständniszwang und Strafbedürfnis“ aus der Mitte der 1920er-Jahre sind in ihrer analytischen Brillanz weiterhin grundlegend, wie auch die umfangreiche Studie „Aus Leiden Freuden“ noch heute als bahnbrechendes Werk über den Sado-Masochismus gilt. Masochismus erscheint dort, abweichend von gängigen Theorien, letztlich als passiver Sadismus. Monografien und Arbeitstagebücher gehören ebenfalls zu Reiks Werk. Reik war bis zu seinem Tod als Psychoanalytiker in eigener Praxis tätig.
1961 promovierte der Psychoanalytiker Arno Gruen bei Reik. Seit den 1970er Jahren wurden Reiks Schriften wieder auf Deutsch zugänglich gemacht.
In Berlin erinnert seit dem 29. Mai 2005 eine Gedenktafel aus der Reihe Mit Freud in Berlin an ihn und sein Leben und Wirken.

## Der eigene und der fremde Gott
Anknüpfend an die Schrift Totem und Tabu von Sigmund Freud von 1913, erklärt Theodor Reik in seinem 1923 erschienenen Werk Der eigene und der fremde Gott die Entstehung und Entwicklung christlicher und jüdischer Religionsvorstellungen mit psychologischen Phänomenen wie Gefühlsambivalenz, Schuldgefühl, Verdrängung und Abwehr. So sei zum Beispiel die Vorstellung der unberührten Jungfrau Maria in der christlichen Theologie das Überbleibsel einer verdrängten inzestuös begehrten Muttergöttin in der Antike und hinter der Feindseligkeit der Christen gegen Judas stünde eigentlich die verdrängte Feindseligkeit gegen Gott, die aus einem unbewussten Schuldgefühl auf Judas projiziert werde. Der fremde Gott oder religiöse Riten anderer Völker würden als unheimlich empfunden, weil sie an eigene ursprüngliche, animistische Überzeugungen anknüpfen, die verdrängt wurden. Im Grunde, so Reik, enthalte der fremde Gott verdrängte Anteile des eigenen Gottes. So sei z. B. die in jeder Religion ursprünglich weitverbreitete Anklage des Ritualmordes eine vom unbewussten Schuldgefühl diktierte Projektion der Feindseligkeit gegen den eigenen Gott auf ein fremdes Volk:        

„Die Religion, die dem Schuldbewußtsein, der Vatersehnsucht und dem Trotz ihre Entstehung verdankt und zum Schutz gegen den Ansturm gewalttätiger und feindseliger Impulse aufgebaut wurde, muss sich immer wieder gerade dieser Tendenzen erwehren; die unbewußte Feindseligkeit gegen den eigenen Gott gehört zum eigentlichen Wesen der Religion und ist nicht von ihr ablösbar.“ 

Der weitverbreitete Judenhass und Antisemitismus lasse sich in diesem Sinne ebenfalls damit erklären, dass die Juden unbewusst „Vaterrepräsentanten“ seien. Das Beschneidungsritual der Juden nähre die Kastrationsangst, denn der (geliebte und zugleich gefürchtete) Vater ist der drohende Kastrator. Hierzu Reik:       
"Freud hat zuerst auf die Bedeutung des Kastrationskomplexes in der Psychogenese des Antisemitismus hingewiesen; er bemerkt, dass der Knabe schon in der Kinderstube hört, "dass dem Juden etwas am Penis – er meint ein Stück des Penis – abgeschnitten werde und das gibt ihm das Recht, den Juden zu verachten." 
Dieser Erklärungsansatz des Antisemitismus wurde 30 Jahre später von dem Psychoanalytiker Rudolph Loewenstein in seinem Werk Psychoanalyse de l'Antisemitisme aufgegriffen und vertieft.

## Veröffentlichungen (Auswahl)
- Richard Beer-Hofmann. Leipzig : Rudolf Eichlers Verlag, 1912
- Flaubert und seine „Versuchung des heiligen Antonius“. 1912.
- Arthur Schnitzler als Psycholog. 1913, Neuausgabe: Frankfurt am Main: Fischer-Taschenbuch-Verlag, 1993.
- Die Pubertätsriten der Wilden: über einige Übereinstimmungen im Seelenleben der Wilden und der Neurotiker, Freiburg [Breisgau]: Ahriman-Verl., 2006, ISBN 978-3-89484-604-6. Erstmals erschienen als Serie in der Zeitschrift 'Imago' (Vol IV, 1915/16)[17]

- Probleme der Religionspsychologie I. Teil: Das Ritual. 1919. Mit einer Einleitung von Sigmund Freud. Internationaler Psychologischer Verlag.[18][19]

- Das Werk Richard Beer-Hoffmanns. Löwit, Wien, Berlin 1919.

- Über kollektives Vergessen, Internationale Zeitschrift für Psychoanalyse, VI. Jahrgang, 1920

- Der eigene und der fremde Gott. 1923, Neuausgabe:  Der eigene und der fremde Gott : zur Psychoanalyse d. religiösen Entwicklung, Mit e. Vorw. z. Neuausg. von Alexander Mitscherlich, Frankfurt (am Main) : Suhrkamp, 1975.
- Geständniszwang und Strafbedürfnis: Probleme d. Psychoanalyse u. d. Kriminologie, Wien : Internat. Psychoanalyt. Verlag, 1925, wieder abgedruckt in: Psychoanalyse und Justiz,  hrsg. von Tilmann Moser, Frankfurt (am Main) : Suhrkamp, 1971/1974
- Dogma und Zwangsidee: eine psychoanalyt. Studie zur Entwicklg d. Religion, Wien : Internationaler Psychoanalyt. Verlag, 1927 Neuausgabe: Stuttgart, Berlin, Köln, Mainz : Kohlhammer, 1973
- Wie man Psychologe wird, Wien: Internat. Psychoanalyt. Verlag, 1927.
- Das Ritual : Psychoanalyt. Studien, Wien: Internationaler Psychoanalytischer Verlag, 1928.
- Lust und Leid im Witz: 6 psychoanalyt. Studien, Wien: Internationaler Psychoanalyt. Verlag, 1929.
- Der Schrecken und andere psychoanalytische Studien, Wien: Internationaler Psychoanalyt. Verlag, 1929.
- Freud als Kulturkritiker, Wien : Dr. M. Präger, 1930
- Warum verließ Goethe Friederike? Eine psychoanalytische Monographie. 1930, Neuausgabe: Tübingen: Ed. diskord, 1990.
- Gebetmantel und Gebetriemen der Juden. 1931.
- Der unbekannte Mörder: von d. Tat zum Täter, Wien: Internationaler Psychoanalyt. Verl., 1932,  Neuausgabe: Der unbekannte Mörder. Psychoanalytische Studien, Hamburg: Hoffmann und Campe Verlag 1978
- Nachdenkliche Heiterkeit. 1933.
- Der überraschte Psychologe: über Erraten u. Verstehen unbewusster Vorgänge, Leiden: Sijthoff, 1935
- Wir Freud-Schüler. 1936.
- Der Traum ein mögliches Leben, in: Internationale Zeitschrift für Psychoanalyse und Imago XXIV 1939 Heft 4, S. 373–383.[20]
- Aus Leiden Freuden, deutsche Originalausgabe 1940 bei Imago (London). Die Neuausgabe Aus Leiden Freuden. Masochismus und Gesellschaft (Hamburg: Hoffmann und Campe Verlag 1977) enthält auch die Ergänzungen der amerikanischen Ausgabe Masochism in Modern Man (New York 1941).
- From Thirty Years with Freud. 1940,  dt. Dreissig Jahre mit Sigmund Freud  Mit bisher unveröffentlichten Briefen von Sigmund Freud an Theodor Reik, München: Kindler, 1976.
- A Psychologist Looks at Love. 1944.
- Psychology of Sex Relations. 1945.
- Listening with the Third Ear. The Inner Experience of a Psychoanalyst, New York 1948, dt. Hören mit dem dritten Ohr. Die innere Erfahrung eines Psychoanalytikers, Hamburg: Hoffmann und Campe Verlag 1976, Neuausgabe: Eschborn bei Frankfurt am Main; 3. Auflage klotz, Magdeburg 2007, ISBN 978-3-88074-483-7.
- Fragment of a Great Confession. 1949.
- The Secret Self. 1952.
- The Haunting Melody. 1953.
- The Search Within. 1956.
- Of Love and Lust. 1957, dt.  Von Liebe und Lust : über d. Psychoanalyse romant. u. sexueller Emotionen, Frankfurt am Main: Fischer-Taschenbuch-Verlag, 1985.
- Myth and Guilt. 1957.
- Mystery on the Mountain. 1959.
- The Creation of Woman. 1960.
- Sex in Man and Woman. 1960, dt.  Mann und Frau : d. emotionalen Variationen d. Sexualität, Frankfurt am Main : Fischer-Taschenbuch-Verlag, 1986
- The Temptation. 1961.
- Jewish Wit. 1962.
- The Need to be Loved. 1963, dt.  Das Verlangen, geliebt zu werden, München : Kindler, 1974
- Pagan Rites in Judaism: From sex initiation, magic, moon-cult, tattooing, mutilation and other primitive rituals to family loyalty and solidarity, New York: Farrar, Straus and Co., 1964.
- Voice from the Inaudible. 1964.
- Curiosities of the Self. 1965, dt.  In Gedanken töten : bewusste u. unbewusste Todeswünsche in psychoanalyt. Sicht, München: Kindler, 1981.
- The Many Faces of Sex. 1966.